# ويليام باركر موريل
ويليام باركر موريل (بالإنجليزية: William Parker Morrell)‏ هو أكاديمي ومؤرخ نيوزيلندي، ولد في 20 نوفمبر 1899، وتوفي في 27 أبريل 1986.